# Tethyida
Tethyida is een orde van sponsdieren uit de klasse van de Demospongiae (gewone sponzen).

## Familie
- Hemiasterellidae Lendenfeld, 1889
- Tethyidae Gray, 1848
- Timeidae Topsent, 1928